# 李秀 (晋朝)
李秀（291年—？年），字淑賢，郪縣（今四川省三台縣）人，李毅之女，西晉女將領。

## 生平
光熙元年（306年），寧州被圍困，李毅因孤立無援，平叛未果身患重病而死，李秀有其父李毅的風範，眾官員推舉李秀領寧州事務。李秀管理寧州三年，她獎厲戰士，固守城池。城中糧盡，就燒鼠拔草作為食物。敵軍一有鬆懈就帶兵出擊，擾亂敵陣進而大破之。終得保全轉危為安。
永嘉元年（307年），李秀其兄李釗來到寧州，官員奉李釗管理寧州事務。
李秀以一女子代父之職。統兵三十七部。歷時三十餘年。一般外族。都敬服之。李秀死於任上。百姓們如喪親之痛。替她建造廟宇被尊奉為神。年年祭祀。廟號忠烈。
元至順二年（1335年），太常博士賈賁撰文，立碑刻石於李秀祠廟前。
一名楊秀娘，徐霞客斥為謬，曾被封為明惠夫人。

## 家庭

### 曾祖父
- 李朝，字偉南，[10]蜀漢李氏三龍之一。[11]

### 祖父
- 李旦，字欽宗，曾任蜀漢光祿郎中主事。

### 父
- 李毅，字允剛，官至南夷校尉、寧州刺史。

### 兄弟
- 李釗，官至西晉朱提、越巂太守、西夷校尉。

### 丈夫
- 王載，新都人，官至漢嘉太守。[12]

## 評價
- 蔡東藩：“弘父子以保境成名，尚有李氏兄妹，亦力捍寧州，亂世未嘗無人，在朝廷之用與不用耳。但李秀一女子身，竟能誓眾禦夷，食盡不變，七尺鬚眉，能無愧死，此本回之所以大書特書也。”[13]
- 《資治通鑑》：“毅女秀，明達有父風。”

## 後世紀念
天女城，今晉城鎮天城門村。